# Le Très-Bas
Le Très-Bas est un roman de Christian Bobin publié le 9 septembre 1992 aux éditions Gallimard, ayant reçu en 1993 le prix des Deux Magots et le Grand prix catholique de littérature.

## Résumé
Il s'agit d'un texte poétique en prose au sujet de François d'Assise, de sa vie et surtout de sa vision de Dieu et de l'Amour. Ainsi le Très Bas, le Dieu des enfants, le Dieu de l'amour, celui de François d'Assise, est posé en opposition avec le Très Haut de la religion, à l'image sévère. Pour Christian Bobin, sainteté et joie sont synonymes.

## Éditions
- Le Très-Bas, éditions Gallimard, 1992  (ISBN 2-07-072715-7).
- Le Très-Bas, livre audio lu par Michaël Lonsdale, éditions Thélème, Paris, 2002  (ISBN 2-87-862147-6).